# Reprezentacja Ekwadoru w piłce wodnej kobiet
Reprezentacja Ekwadoru w piłce wodnej kobiet – zespół, biorący udział w imieniu Ekwadoru w meczach i sportowych imprezach międzynarodowych w piłce wodnej, powoływany przez selekcjonera, w którym mogą występować wyłącznie zawodniczki posiadające ekwadorskie obywatelstwo. Za jej funkcjonowanie odpowiedzialny jest Ekwadorski Związek Pływacki (FENA), który jest członkiem Międzynarodowej Federacji Pływackiej.